# Entypesa annulipes
Entypesa annulipes là một loài nhện trong họ Nemesiidae.
Entypesa annulipes được miêu tả năm 1907 bởi Strand.